# Fuškulin
Fuškulin (olaszul: Foscolino) falu Horvátországban Isztria megyében. Közigazgatásilag Porečhez tartozik.

## Fekvése
Az Isztriai-félsziget nyugati részén, Poreč központjától 8 km-re délkeletre, Mugeba és Jasenovica között fekszik.

## Története
A falut már a 11. században is említik, de ezután egészen a 16. századig semmilyen adatot nem találunk róla. Ekkor vélhetően a háborúktól és a járványoktól kipusztult lakosság pótlására a török elől menekülő dalmáciai horvátokkal és albánokkal telepítették be. A 18. században horvát és albán lelkipásztorok látták el az itteni és a környékbeli hívek (Dračevac, Valkarin, Musalež) szolgálatát. A plébániatemplomot a korábbi templom helyén 1750-ben építették.
A falunak 1857-ben 110, 1910-ben 200 lakosa volt. Az első világháború után a rapallói szerződés értelmében Isztria az Olasz Királysághoz került. 1943-ban az olasz kapitulációt követően német megszállás alá került, mely 1945-ig tartott. A második világháború után a párizsi békeszerződés értelmében Jugoszlávia része lett. Jugoszlávia felbomlása után 1991-ben a független Horvátország része lett. 2011-ben 187 lakosa volt. Lakói főként mezőgazdasággal foglalkoznak.

## Nevezetességei
Szent Rókus tiszteletére szentelt háromhajós plébániatemploma a falu keleti szélén egy magaslaton a temető mellett áll. 1750-ben épült a korábbi templom helyén barokk stílusban. 1829-ben bővítették és megújították. Bejárata felett a homlokzaton szép rozetta és egy fülkében Szent Rókus szobra látható. Alul négyszögletű, felső részén nyolcszögletű 25 méter magas harangtornyát 1860-ban építették. Plébániájához Dračevac, Mugeba, Ćuši, Jasenovica, Stancija Bečić, Stancija és Starići települések tartoznak.

## Lakosság
| Lakosság változása | Lakosság változása | Lakosság változása | Lakosság változása | Lakosság változása | Lakosság változása | Lakosság változása | Lakosság változása | Lakosság változása | Lakosság változása | Lakosság változása | Lakosság változása | Lakosság változása | Lakosság változása | Lakosság változása | Lakosság változása |
| ------------------ | ------------------ | ------------------ | ------------------ | ------------------ | ------------------ | ------------------ | ------------------ | ------------------ | ------------------ | ------------------ | ------------------ | ------------------ | ------------------ | ------------------ | ------------------ |
| 1857               | 1869               | 1880               | 1890               | 1900               | 1910               | 1921               | 1931               | 1948               | 1953               | 1961               | 1971               | 1981               | 1991               | 2001               | 2011               |
| 110                | 121                | 65                 | 75                 | 154                | 200                | 231                | 389                | 203                | 195                | 187                | 145                | 119                | 135                | 155                | 187                |